# Silvia Arderíus
Silvia Arderíus Martín, née le 11 juillet 1990 à Madrid, est une joueuse internationale espagnole de handball, évoluant au poste de demi-centre.

## Palmarès

### En club
- Championne d'Espagne en 2018 et 2020 (avec Balonmano Bera Bera)

### En sélection
- Finaliste au championnat du monde 2019

### Distinctions individuelles
- Meilleure marqueuse du championnat d'Espagne en 2017[2].